# 羊毛薊
羊毛薊或稱綿毛薊（woolly thistle）是薊屬下屬的大型二年生草本植物，分布於歐洲大部分地區。該植物的葉片頂端具有尖刺，並且如同大部分草本植物長有細毛，球形的頭狀花序較大且外部有刺，會盛開多株呈盤狀的紫色小花。

## 簡介

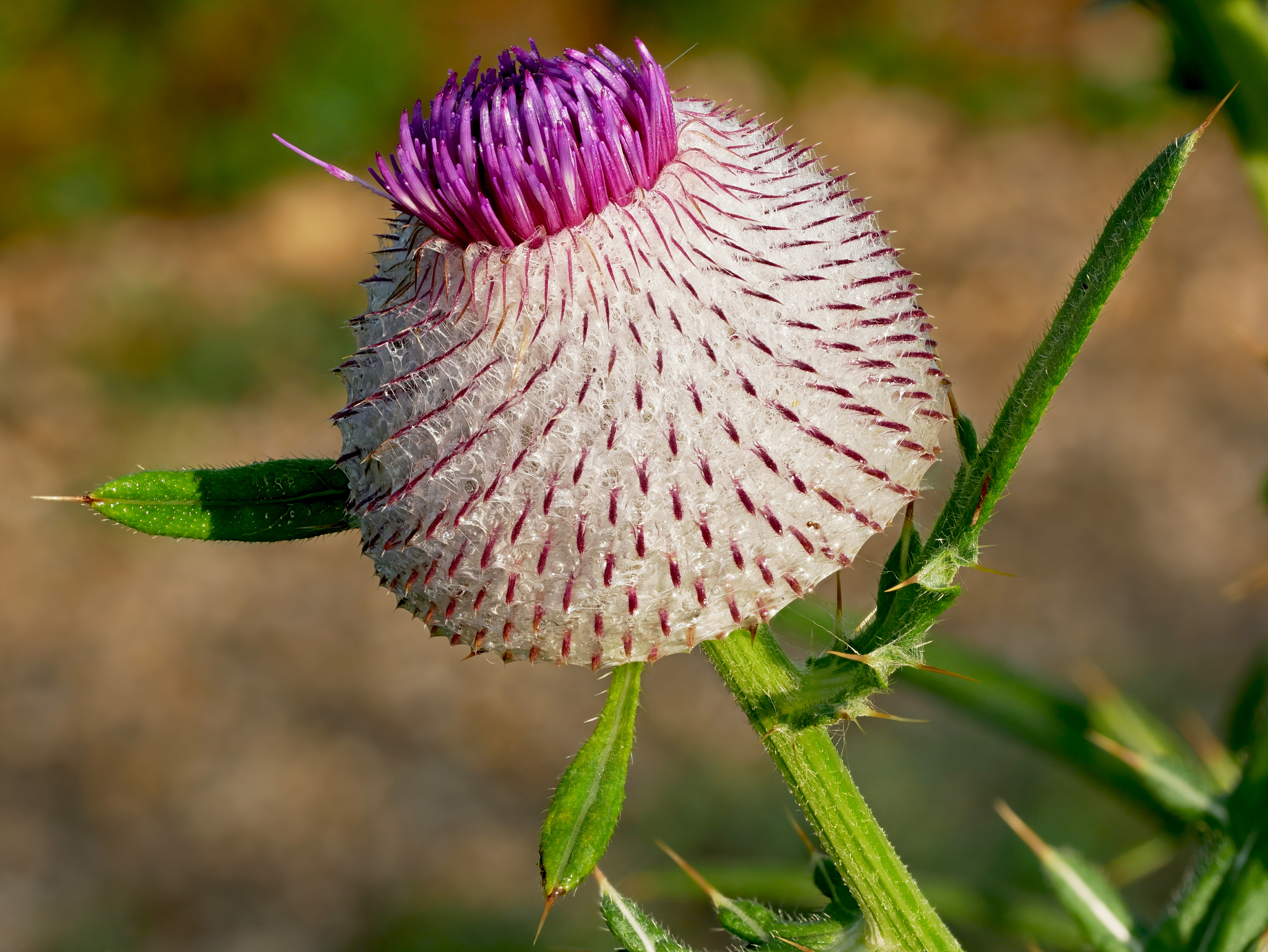
羊毛薊的花，攝於波士尼亞與赫塞哥維納塞族共和國的科扎拉國家公園

羊毛薊是一種高大的二年生草本植物，高度可達50至150（20至59英寸），莖的粗壯分支長有密集的細毛，較硬的葉片通常為羽狀複葉且頂端具有黃色的尖刺，葉緣捲曲，葉下表皮長有白色細毛。花呈聚傘狀頭狀花序，通常長有幾朵直徑達7（2.8英寸）且包含多株管狀小花的大花，同時密布著白色細毛及覆蓋多根尖刺，管狀的紫色小花包含紫色管子和雄蕊。羊毛薊的花富含花蜜，常吸引蜜蜂、蒼蠅、甲蟲、蝴蝶和蛾等昆蟲。

## 分布
羊毛薊主要分布於中歐和西歐，範圍自窩瓦河地區和巴爾幹地區延伸至荷蘭、法國和英國。主要生長在草地、灌木叢或開闊的林地的白堊岩、石灰岩和鹽鹼土壤上。羊毛薊在英格蘭中、南部可生長在海拔約310（1,000英尺）的地區。

## 用途
羊毛薊的嫩葉可直接食用，嫩莖亦可去皮生吃或煮熟後食用，將其浸泡在水中可去除苦味，花蕾的部分可以類似菜薊的烹調方式食用，但因體積較小，處理時也較為麻煩。羊毛薊的種子可提取出食用油，其冠毛可作為點火用的火柴。
羊毛薊耐寒，容易種植在花園中陽光充足之處、野花草地或樹蔭下，而在英國的花期約在7－9月。

## 外部連結
- 密蘇里植物園的植物標本室照片（美國）
- Online Atlas of the British and Irish Flora （页面存档备份，存于）（英國）
- 捷克植物園 （页面存档备份，存于）（捷克）
- Tela Botanica（法國）
- Gesamtverzeichnis des Herbariums  besteht aus drei Spezialverzeichnissen: Cirsium eriophorum, Wollköpfige Kratzdistel （页面存档备份，存于）（德國）
- Terra Alapítvány, Növény adatlap, Cirsium eriophorum, Gyapjas aszat （页面存档备份，存于）（匈牙利）